# 月光天文台
月光天文台（げっこうてんもんだい）是一座位於日本靜岡縣函南町的天文台。月光天文台的IAU代號為888。

## 歷史
三五教成員於1957年創立月光天文台，由國際文化和諧基金會擁有。1987年至2000年間，天文學家大島良明和香川哲男在此發現了172顆小行星。2000年，月光天文台在世界小行星發現總數中排名第40。

## 榮譽
小行星4261以月光天文台命名的。

## 外部連結
- 月光天文台